# Defensive back
Een defensive back is een speler in het American en Canadian football. Een defensive back behoort tot het verdedigende team en heeft als belangrijkste taak het voorkomen dat passes van de tegenstander aankomen bij de receivers. Andere taken zijn het vloeren van de quarterback en het tackelen van running backs. Er zijn twee soorten defensive backs: cornerbacks en safety's.
Een cornerback staat achter en aan de zijkant van de eerste linie (de linemen) opgesteld. Hij verdedigt een bepaalde zone en moet reageren op het spel van de tegenstander, wat zijn functie zeer moeilijk maakt, omdat het spel per strategie steeds verschilt. De ene keer moet een doorgebroken baldrager gestopt worden en de andere keer moet een doorgebroken receiver gedekt worden, die een pass uit de lucht kan ontvangen.
Een safety staat achter de tweede linie (de linebacker) opgesteld. De afstand tot deze linie hangt af van de verwachte tactiek van de tegenstander. Wanneer een pass wordt verwacht, staat de safety verder achter de tweede linie dan wanneer een doorbraak van een baldrager verwacht wordt. De safety ontleent zijn naam aan het feit dat hij de laatste verdediger is.
Aanval: Quarterback · Wide receiver · Tight end · Center · Guard · Offensive tackle · Running back · Fullback · H-back

Verdediging: Defensive tackle · Defensive end · Nose tackle · Linebacker · Defensive back

Speciale teams: Placekicker · Punter · Long snapper · Holder · Punt returner · Kick returner · Gunner